# Gustav Wirsching
Gustav Wirsching (* 8. März 1895 in Stuttgart; † 27. Mai 1961 in Radolfzell)
war ein deutscher Musikpädagoge.

## Leben
Gustav Wirsching war stark geprägt von der Jugendbewegung, dem Wandervogel, dem Kronacher Bund und der Singbewegung nach dem Ersten Weltkrieg. Für seine musikalische Entwicklung war mit entscheidend, dass er während seiner Ausbildung zum Volksschullehrer am Seminar in Esslingen in Professor Heinrich Lang einen Musiklehrer hatte, der seine herausragende Begabung erkannte und ihn tatkräftig förderte.
Nach dreijähriger Ausbildung trat der eben Neunzehnjährige 1914 seine erste Stelle als Unterlehrer in Loffenau (Schwarzwald) an, wurde jedoch alsbald zum Kriegsdienst eingezogen. Schon nach zehn Tagen wurde er schwer verwundet und lag vom Herbst 1914 bis zum Sommer 1915 im Lazarett, ehe er den Schuldienst wieder aufnehmen konnte. Von 1915 bis 1920 unterrichtete er an der Evangelischen privaten Lehrerbildungsanstalt Denkendorf (Präparandenanstalt). Zu seinen Schülern gehörte auch der schwäbische Erzähler Karl Götz, der in seinem Buch „Am hellen Mittag“ begeistert von den Schulstunden mit Gustav Wirsching erzählt.
Nach der Schließung der Denkendorfer Anstalt unterrichtete er in Stuttgart von 1923 bis 1942 an der Falkertschule, der damaligen Versuchsschule des Landes. Zum 1. Mai 1937 trat er der NSDAP bei. Im Jahr 1943 übernahm er an der Lehrerinnenbildungsanstalt Öhringen einen Lehrauftrag für Musik.
Bald nach dem Zusammenbruch sammelte er im Sommer 1945 auf dem Stuttgarter Killesberg herumlungernde Kinder und eröffnete die Schule am Kochenhof.
Von 1946 bis 1960 lehrte er als Dozent für Musik am Pädagogischen Institut Stuttgart (später Pädagogische Hochschule Ludwigsburg), wo er den Kammerchor der Hochschule ins Leben rief, mit dem er zahlreiche Konzertreisen nach Südtirol und in die Schweiz unternahm.
Gustav Wirschings Begabung und Begeisterung für die Musik führte dazu, dass er 1921 den „Stuttgarter Singkreis“ gründete und damit (nach den Worten von Hans Grischkat) „Gründer und geistiger Vater“ des Arbeitskreises der Stuttgarter Singkreise wurde.
Mit sechs anderen Volksschullehrern organisierte er 1923 eine „Italienfahrt“. Die Gruppe wanderte von Stuttgart bis nach Neapel und wieder zurück. Unterwegs traten die Italienfahrer als Musikanten, Schauspieler und Erzähler auf und knüpften zahlreiche Kontakte zu Künstlern und Persönlichkeiten bis hin zur Audienz bei Papst Pius XI. Der Lehrer und Puppenspieler Karl Haug hat über diese Wanderung ein Reisetagebuch geschrieben und mit Zeichnungen illustriert.
Unter dem Eindruck dieser Wanderfahrt entstand auf Initiative von Gustav Wirsching die „Schwäbische Lehrergilde“, ein Zusammenschluss von Lehrern mit dem Ziel, die „Innere Schulreform“ voranzubringen. Der erste Schritt an die Öffentlichkeit war 1924 die Singwoche in Nagold mit Fritz Jöde. Als geschlossene Gruppe nahm die Gilde 1927 am Kongress des Internationalen Arbeitskreises für Erneuerung der Erziehung (IAK, heute Weltbund für Erneuerung der Erziehung, WEE, und „New Fellowship“) in Locarno mit über tausend Teilnehmern aus 46 Nationen teil. Das Thema der Konferenz lautete „Freiheit in der Erziehung“. Dort erhofften sich die Teilnehmer der Lehrergilde Unterstützung für ihr Ziel der freien und vorwiegend am Kind orientierten Schule. Unter den Teilnehmern waren auch Peter Petersen und Gustav Wyneken.
Wichtige Impulse für die weitere Arbeit der Lehrergilde gingen von der Verbindung zu Friedrich Schieker und dessen Schule am Kräherwald in Stuttgart aus. Durch ihn und seine „Lebensgemeinschaftsschule“, in der die Schüler bis zum Ende des 7. Schuljahres gemeinsam unterrichtet wurden, lernten die Mitglieder der Lehrergilde einflussreiche Persönlichkeiten der damaligen Gesellschaft kennen wie Martin Buber, Leo Weismantel, Elisabeth Rotten sowie Theodor Bäuerle und über sie das Gedankengut der Reformpädagogik.
Sein Nachlass befindet sich in der Württembergischen Landesbibliothek.

## Schriften
- (Hrsg.): Schwäbisches Liederbuch, Stuttgart 1938. Neuauflage Stuttgart 1997 (Silberburg Verlag).
- (mit Karl Aichele): Unsere Singfibel, Stuttgart 1950.
- (mit Karl Aichele): Unser Liederbuch 1, Stuttgart o. J.
- mit Karl Aichele, Bernhard Binkowski und Hermann Feifel: Unser Liederbuch 2, Stuttgart 1950.
- (mit Karl Aichele): Unser Liederbuch für Hessen, Frankfurt a. M. 1948.
- (mit anderen): Unser Liederbuch für Land und Leute an Rhein, Mosel und Saar. Stuttgart o. J.
- (mit Karl Aichele): Unser Liederbuch für norddeutsche Kinder, 9. Aufl. Stuttgart 1965.
- (mit Walter Klingenburg und Rudolf Schaal): Bei uns daheim. 2. Aufl. Esslingen 1965.